# Cariñito
«Cariñito» es un sencillo de cumbia peruana escrito por el compositor limeño Ángel Aníbal Rosado en 1979 e interpretado por primera vez por la agrupación Los hijos del Sol. Versionada por distintas agrupaciones internacionales y en diferentes estilos musicales, es una de las canciones más conocidas de la cumbia peruana y la cumbia en general.

## Historia
Ángel Aníbal Rosado fundó en 1976 el grupo Los Hijos del Sol. En 1979 compuso «Cariñito» para el grupo que la grabó con la voz de Edson Bordaes y en la guitarra a José Luis Carvallo. La canción fue un éxito inmediato y salieron versiones en diferentes países y su popularidad ha sido permanente.
Una noche de 1979 Rodolfo Aicardi llegó feliz a los estudios de grabación de Discos Fuentes y le dijo a Pedro Muriel: “Tengo el éxito para este año. Lo escuché en Ecuador y vamos a grabarlo”. En un casete estaba la interpretación de una orquesta peruana, “Los hijos del sol”.
Escucharon las dos estrofas que tiene la canción: “Lloro por quererte / Por amarte y por desearte/ Lloro por quererte/ Por amarte y por desearte /Ay cariño ay mi vida. Nunca pero nunca/ Me abandones cariñito/ Nunca pero nunca/ Me abandones cariñito”. Eso era todo. Nada más decía la letra, pero tenía sentimiento.
De inmediato Pedro Muriel –el grabador de más de 300 grandes éxitos de Discos Fuentes—llamó al equipo de Los Hispanos. El maestro Luis Carlos Montoya, experimentado arreglista para los temas tropicales se encargó de los arreglos. Ya había dado resultado con “Boquita de Caramelo” que había servido de resurgimiento para Rodolfo y ahora tendrían otro gran éxito. Lo presagiaban.
Luis Carlos Montoya es un músico hábil. Toca violín, guitarra, acordeón, bajo y las notas musicales ruedan en su mente con agilidad. Lucho Cruz “Condorito”, Jaime Uribe, el mono Ospina, Jairo y Guillermo Jiménez conformaron la nómina que grabó “Cariñito”. “Rodolfo no podía grabar si Jairo no ponía el bajo”, cuenta ahora Pedro Muriel.
Lo que presentían se volvió realidad. Ese diciembre el éxito nacional fue “Cariñito” y lo más sensacional, al año siguiente repitió el triunfo y para no creerlo, en 1981, también lo fue. En tabernas, bares, discotecas, buses, taxis se cantaba “Lloro por quererte, por amarte y por desearte”. La década de los ochenta el tema dio para ser editado en decenas de compilados de Discos Fuentes. En los famosos 14 cañonazos salió en varias ediciones y era un tema obligado en los conciertos de Rodolfo Aicardi. “Tenía que cantarlo hasta 3 veces”, dice ahora Pedro Muriel. 
En 2007 Oliver Conan y Barbes Records, una disquera estadounidense, presentó The Roots of Chicha, un recopilatorio de canciones emblemáticas de los orígenes de la música tropical peruana, entre las que destacan tres temas de Los hijos de Sol, uno de ellos «Cariñito». Este disco aumentó la popularidad de la canción y de otros temas clásicos de la cumbia peruana.
En 2013 el grupo mexicano Centavrvs cierra su set dentro del escenario principal con una versión propia del tema «Cariñito» mezclada con una de sus canciones «El Caudillo del sur» en el festival del Vive Latino.

En los Juegos Panamericanos de 2019 de Lima, el tema sonó acompañando el desfile de la delegación peruana en la ceremonia inaugural en lo que se señaló como un gran momento de identidad cultural para la capital peruana, tanto así que se observó el presidente del Perú bailar al ritmo de la canción desde el palco presidencial en el Estadio Nacional de Lima.

## Otras versiones
- En Colombia, Rodolfo Aicardi, junto al grupo Los Hispanos, graban una versión de Cariñito en 1979. Aicardi incluye el uso del saxofón que complejiza la chichera mezcla de guitarra-bajo. Años después sus hijos, Los hermanos Aicardi repetirían ese éxito.

- En Chile, a mediados de los ochenta, la agrupación Pachuco y la Cubanacán incluyen en el disco “El Africano”, su versión de Cariñito.

- En Argentina, Álbum: Cada Día Mejor!, Fecha de lanzamiento: 1985, Artista: Juan Ramón

- A inicios de los años 2000, la banda chilena Chico Trujillo tocó su versión de Cariñito, en Berlín y en Chile, desde aquella versión de Pachuco. Esta versión ayudó a consolidar la popularidad del tema dentro del joven público chileno.
- En el 2007, la agrupación quiteña Kien Mató a Rosero, de Ecuador, interpreta la versión con guitarra eléctrica de "Cariñito" en sus shows y en el 2009 graban para su disco "A lo Rosero".

- La agrupación musical Bareto, de Perú, retoma la guitarra eléctríca de la versión original de Aníbal Rosado y graban su versión en el disco Sodoma y Gamarra (2009).
- En 2003 el grupo peruano La Sarita publica su versión de Cariñito como parte del disco "Danza La Raza", la cual había quedado como tema sin publicar después de la grabación de "Mas Poder". Este versión, junto a aquella de Bareto, consolidan la popularidad de Cariñito y demás temas amazónicos dentro del público peruano, parte del 'renacer' de la cumbia peruana.[8]
- La banda Gallega de garage-punk Novedades Carminha lanza su deleitante versión de Cariñito en su disco de 2016 "Campeones del mundo" trayéndole el tema a un nuevo público joven Español.
- En 2018 Caracol Televisión utilizó la Canción Cariñito para inspirar la telenovela Loquito por ti canción la cual es interpretada por Variel Sánchez y Mariana Gómez, los protagonistas de dicha novela.
- En 2019 La cantante mexicana Lila Downs grabó una versión de este tema para su décimo álbum de estudio titulado Al Chile, lanzado el 3 de mayo de 2019. El sencillo fue liberado en las radios y plataformas digitales el 5 de abril de 2019,[9] para la realización de este cover contó con las participaciones de La Sonora Tropicana y Banda La Misteriosa de Oaxaca. Junto con el tema publicó en su cuenta de YouTube un lyric video animado por la casa productora Long Summer Days, el vídeoclip oficial fue publicado el 15 de abril de 2019 en su cuenta de VEVO dirigido por Marcos Obregón y Alfredo Ibarra.
- Ese mismo año (2019) Los hermanos Aicardi, hijos del inconfundible Rodolfo lanzan su versión del tema en vivo. Ellos tienen la meta de hacer su historia, una historia imparable y que mejor que hacerlo con esta interpretación, canción también grabada por su padre.[10]
- En julio de 2021, la cantante peruana Milena Warthon realizó un mix con sencillos peruanos, titulado "Mashup Peruano (Bicentenario)", donde incluye "Cariñito".
- En octubre de 2024, Andrés Cepeda, cantautor colombiano, junto al grupo mexicano Los Angeles Azules lanza una nueva versión del tema "Cariñito" un clásico de la cumbia latinoamericana, que desde su lanzamiento en 1979 ha sido un éxito en épocas de fin de año en países como Colombia
- En 1979 en Uruguay, la tocaba con gran éxito el grupo Sonido Cotopaxi.
- En la actualidad también en Uruguay, la toca con singular éxito,  la banda "La imbailable"